# Akce E
Akce E, jinak nazývaná též německy Aktion Emigranten či Emigranten Aktion, (česky: akce emigranti nebo E. akce) byla rozsáhlá zatýkací akce gestapa v poslední třetině roku 1942 zacílená na blízké příbuzné osob, které ilegálně opustily protetorát včetně blízkých příbuzných odbojářů (hledaných německými bezpečnostními složkami) pobývajících v ilegalitě a skrývajících se na území Čech a Moravy.

## Organizace a účel akce E
Akce E byla plánována jako významná pomoc v boji proti nežádoucím protinacistickým postojům českých emigrantů. Vycházela z praktického zjištění gestapa: padákoví agenti (parašutisté) vysazovaní na území Protektorátu Čechy a Morava měli zakázáno kontaktovat svoje rodinné příslušníky, ale i přes tento zákaz si návštěvy svých rodin neodpustili. Jedním z důvodů bylo ujištění o tom, jak se jejich blízkým daří, dalším z důvodů bylo i hledání dočasného útočiště po seskoku do protektorátu. Internováním rodinných příslušníků emigrantů do tábora na jižní Moravě si gestapo zjednodušilo dozor nad rodinami emigrantů a zároveň tak výsadkářům znemožnilo rodiny vyhledávat a nalézat u nich podporu. Dalším z cílů akce E bylo zastrašit rodiny emigrantů a československých vojáků bojujících v zahraničních jednotkách. Předpokládalo se, že osoby v emigraci se zdrží otevřených protinacistických akcí a ostré protiněmecké propagandy z obavy o životy a zdraví svých blízkých žijících v protektorátu.
Akce byla určena jako trest za k Říši neloajální příbuzné odbojářů ale i jako výstraha ostatnímu „podvratnému“ protektorátnímu obyvatelstvu. Zároveň byla akce E nedílnou součástí nacistické globální politiky. Tu určil závazně Adolf Hitler v Berlíně 23. září 1942. Internovaní rodinní příslušníci emigrantů představovali cenné rukojmí. Mohli být v protektorátu využiti podle situace k vydírání, vyjednávání nebo je bylo možno i fyzicky likvidovat.
Akce E byla součástí druhé heydrichiády rozpoutané po útoku na zastupujícího říšského protektora Reinharda Heydricha (27. května 1942) a jeho smrti (4. června 1942), vyhlazení Lidic (9. a 10. června 1942) a Ležáků (25. června 1942, respektive 26. června 1942); podnět k ní vzešel od státního tajemníka Úřadu říšského protektora K. H. Franka a byla schválena říšským kancléřem Adolfem Hitlerem. Rozkazy k jejímu zahájení vydala Hlavní kancelář právní ochrany (Rechssichewrheitshauptamt) v Berlíně, dále pak pražští velitelé SiPo (Bezpečnostní policie) a SD (Bezpečnostní služby).
Řídící úřadovny gestapa v Praze a v Brně vydaly 17. září 1942 v ranních hodinách pokyn k zahájení rozsáhlé zatýkací akce nazvané krycím označením Aktion Emigranten. Datum zahájení akce E (17. září 1942) souvisel nejspíše s předchozí návštěvou vedoucího SS a šéfa německé policie Heinricha Himmlera dne 27. srpna 1942 v Praze. Rozsah akce E, její význam i předpokládaný počet dotčených dvou tisíc osob totiž překračovaly pravomoc jak K. H. Franka, tak i zastupujícího říšského protektora Kurta Daluege.

## Rozsah a záběr akce E
Během této akce, která probíhala souběžně v Čechách i na Moravě až do konce roku 1942, bylo v Čechách a na Moravě gestapem (za asistence SS) zatčeno celkem 1 900 osob (v Čechách 1 100, na Moravě 800). Řídící úlohu v akci E mělo gestapo, ale zatýkání a domovní prohlídky byly přenechány k vykonání protektorátním četníkům a policistům. Ti pak zajištěné osoby předávali do rukou gestapa. Zajištěné osoby byly deportovány do internačního tábora ve Svatobořicích u Kyjova na jižní Moravě.
Zatýkáni byli nejbližší příbuzní těch osob, které ilegálně opustili protektorát a také rodinní příslušníci nezvěstných odbojářů tj. těch unikajících německé spravedlnosti tím, že se ukrývali na neznámém místě v protektorátu (tedy byli „ponořeni do ilegality“). Výběr zatýkaných osob byl následující: rodiče osob zdržujících se v zahraničí, pokud s nimi žili ve společné domácnosti; dále pak manželky emigrantů, jejich děti starší 17 let a sestry emigrantů. (Osoby starší 70 let nebyly obvykle zatýkány.) Důležitým kritériem pro zatčení byl právě život s emigrantem ve společné domácnosti.

## Svatobořice
Většina takto hromadně zadržených osob byla deportována do za tímto účelem předem založeného internačního tábora ve Svatobořicích u Kyjova na jižní Moravě. Tábor tohoto druhu byl na Němci okupovaném území Čech a Moravy jediným svého druhu a disponoval dvěma pobočkami: v Lutíně (okres Olomouc) a v Bojkovicích (okres Uherské Hradiště). První transport zatčených dorazil do Svatobořic již v samém počátku Akce E, tedy 17. září 1942.

## Organizace tábora
Tábor byl zbudován na základě nařízení Hlavního říšského bezpečnostního úřadu v Berlíně „o zacházení s příbuznými osob, zdržujících se v zahraničí“. Zároveň tento internační tábor sloužil (především pro židovské vězně) jen jako přestupní stanice při jejich deportaci do některého z nacistických vyhlazovacích lágrů na východě. Formálně tábor podléhal protektorátnímu Ministerstvu vnitra, ale jeho provoz a umisťování vězňů byly prakticky v gesci gestapa. Svatobořický internační tábor bylo tedy zařízení gestapa, ke hlídání (strážní službě) vězněných byli využíváni částečně i příslušníci protektorátního četnictva (a to v počtu 100 mužů). Muži a ženy bydleli odděleně v dřevěných barácích a tábor byl obehnán plotem střeženým z vyvýšených strážních věží. Ze začátku internovaní muži byli zaměstnáni stavbou táborových baráků. Internované ženy zprvu pracovaly v místní kuchyni jako pomocnice nebo kuchařky. Později vězni ze Svatobořic jezdili za prací i mimo internační tábor.

Historické snímky internačního tábora ve Svatobořicích
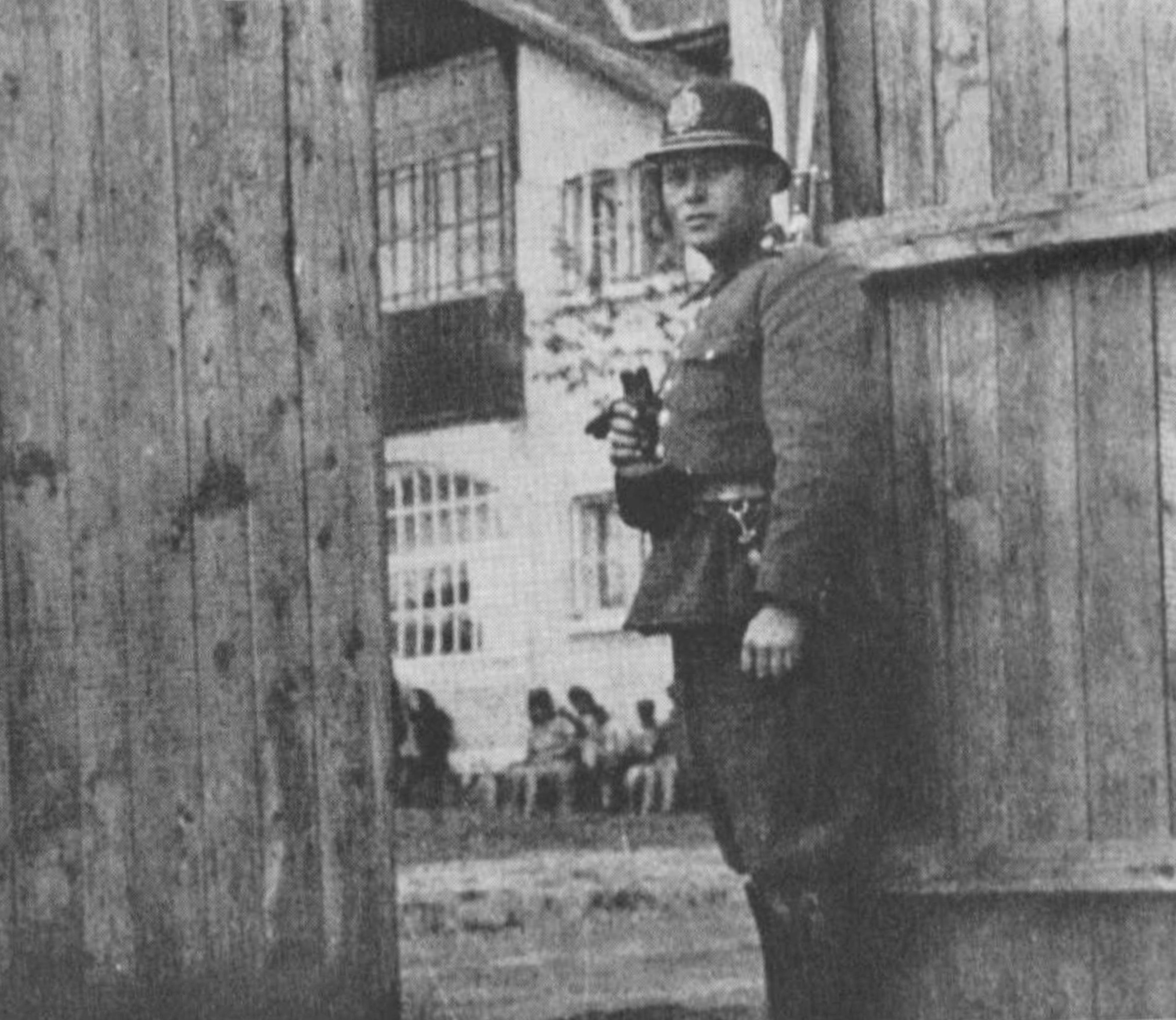
Vstupní brána do tábora střežená protektorátním četníkem
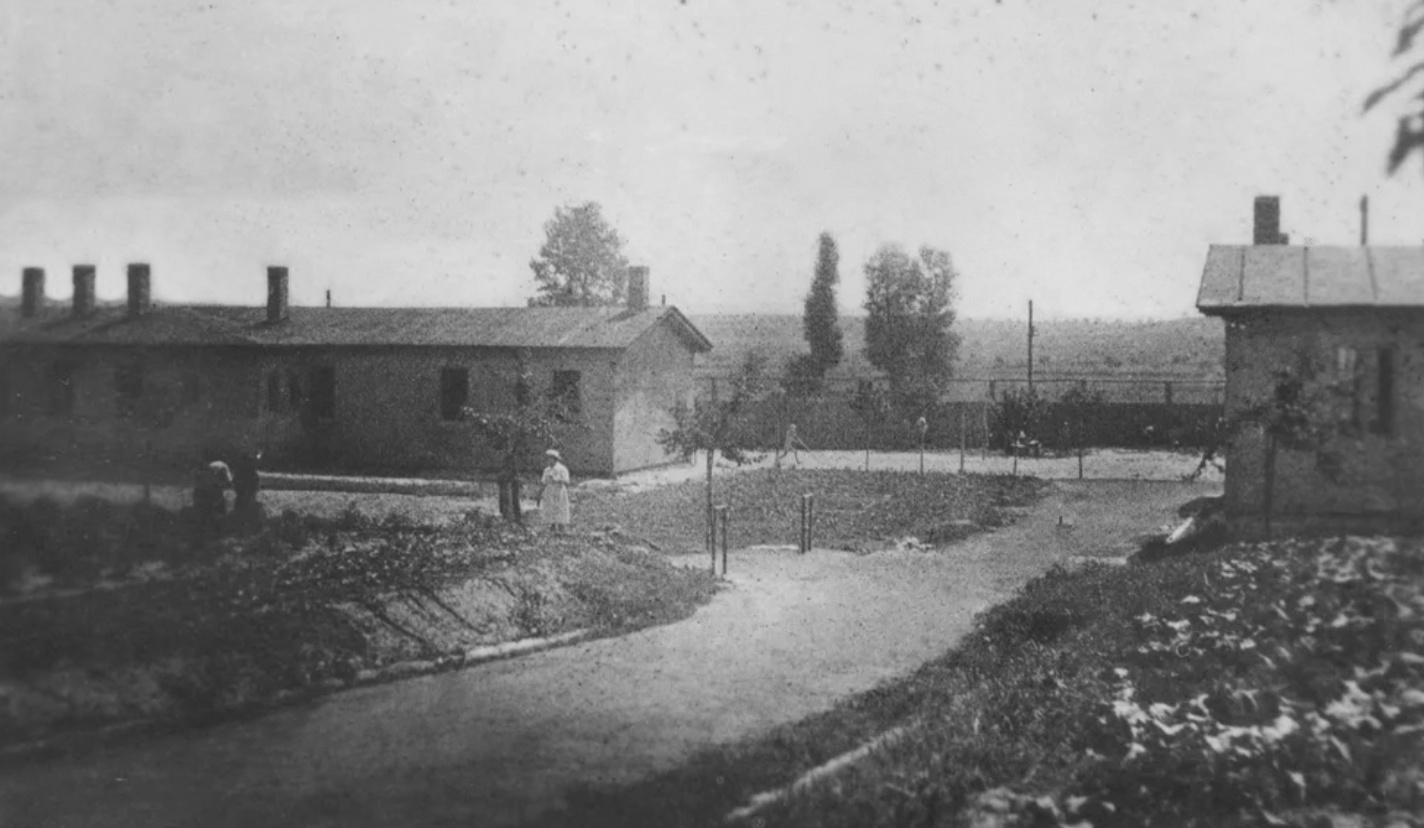
Záběr prostoru mezi lágrovými baráky
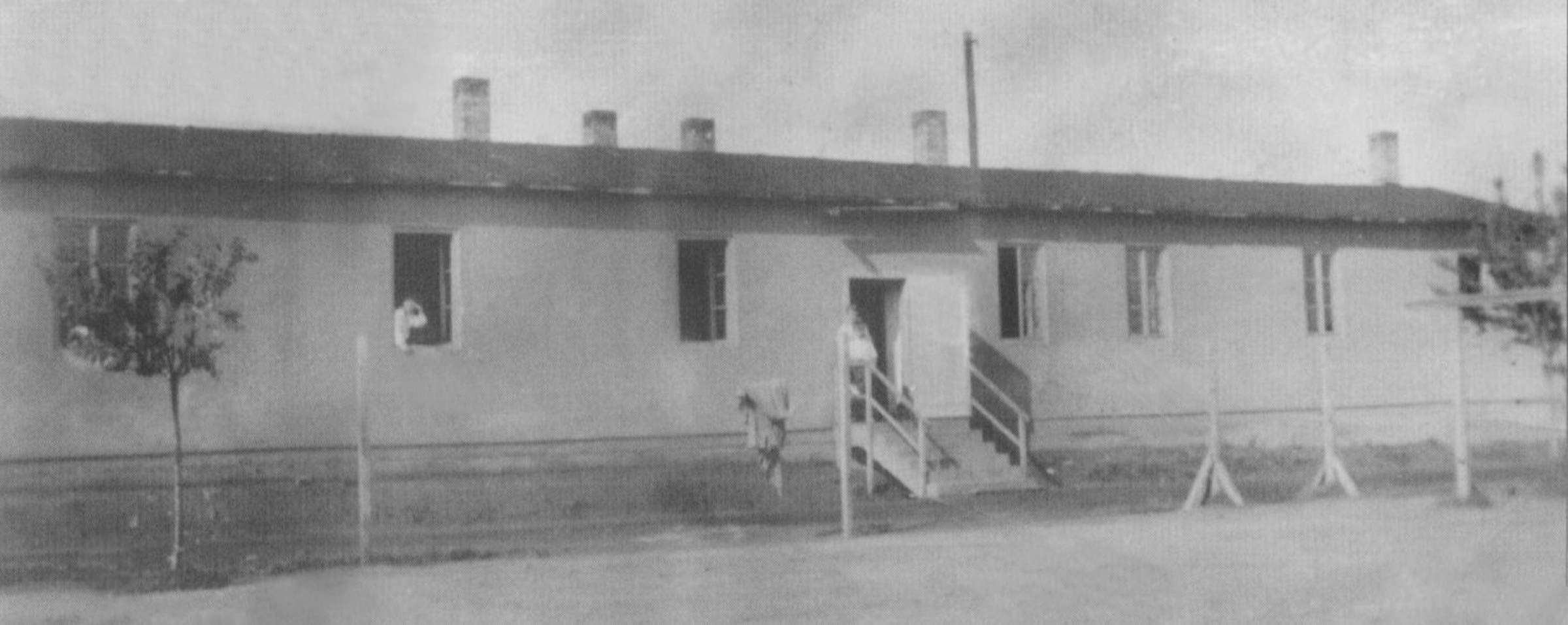
Lágrový barák
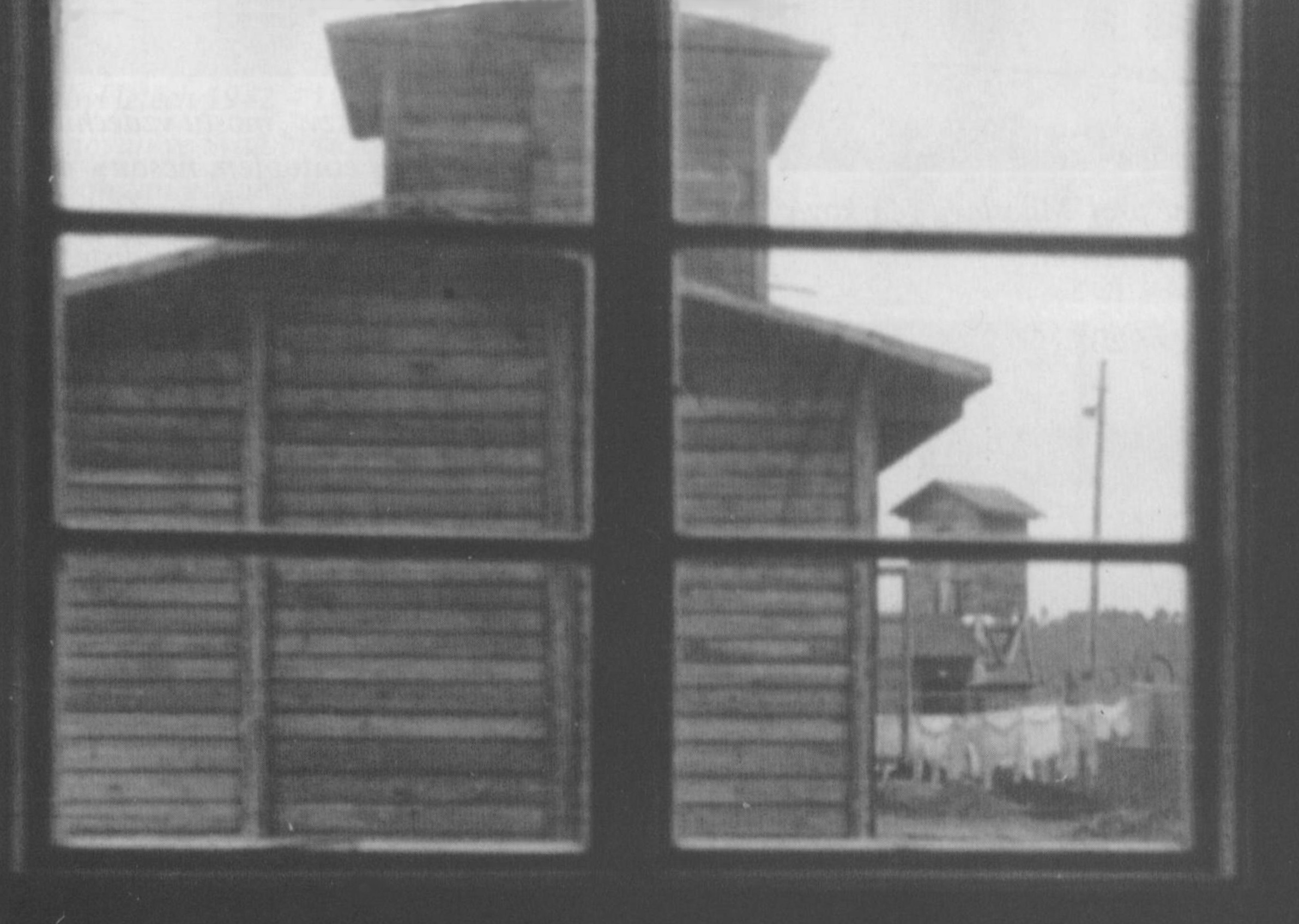
Strážní věž průhledem z okna lágrového baráku

Disciplína i pracovní režim byl obdobný jako v nacistickém koncentračním táboře, ale podmínky nebyly až tak kruté, jak tomu bylo u německých vyhlazovacích lágrů. Samotné gestapo prý dohlíželo na jistý stupeň dodržování lidskosti, protože zde panovala obava, aby (v případě trýznění a mučení vězněných osob) nenásledovala reciprocitní odplata na německých internovaných rodinných příslušnících zajištěných na území Anglie a Spojených států.
V čele táborové velicí hierarchie stál velitel internačního tábora Svatobořice. Prvním velitelem tábora byl (od jeho samého počátku) nadporučík německého četnictva Franz Kaiser. Ten byl sice rodilým Čechem (původně se jmenoval František Císař), ale přidal se k Němcům (byl tedy tzv. poněmčeným Čechem). Tento velitel nechvalně proslul svým krutým zacházením především s židovskými vězni. Franz Kaiser byl zatčen pro zpronevěru peněz, zbaven 4. listopadu 1943 funkce velitele a umístěn do brněnských Kounicových kolejí. Tady se krátce po skončení druhé světové války Franz Kaiser oběsil.
Od 4. listopadu 1943 byl proto (z rozhodnutí nadřízených) nahrazen ve funkci velitele tábora nadporučíkem Janem Schusterem (* 1885, obec Muzov) (Němci jej uváděli jako Johann Schuster), který se k vězněným nechoval tak krutě. Během jeho působení došlo ke zlepšení stravy a zdravotního stavu internovaných osob. Nadporučík Schuster byl příznivě nakloněn i dětem internovaným v táboře, denně je navštěvoval, hovořil s nimi a občas jim dokonce vyprávěl pohádky. Na jeho pokyn táboroví truhláři zhotovili houpačku a bylo jim dovoleno umístit ji mezi zapuštěné trámy, kde kdysi byla umístěna tabule s označením „židovský barák“. Schuster také souhlasil s tím, aby v prostoru před jedním z baráků bylo vybudováno dětské hřiště. Příznivější situace v táboře se ale časem opět přiostřila zákazem veškerého styku civilistů s internovanými osobami. Porušení takovýchto táborových pravidel znamenalo pro vězněné přísné tresty.
Průměrně žilo v táboře asi 1 200 vězněných osob. Skupiny internovaných se relativně často střídaly. Dne 14. dubna 1944 přibyl do internačního tábora ve Svatobořicích transport 46 dětí ve věku od 2 do 14 let z pražského zámečku Jenerálka, který sloužil (po útoku na Reinharda Heydricha) jako dětský domov s tvrdým (přísným) režimem. Jednalo se o děti, které přišly o své rodiče – odbojáře – popravené v koncentračních táborech, speciálně v Mauthausenu (za svůj podíl na smrti R. Heydricha).

Internační tábor ve Svatobořiích a vězněné děti
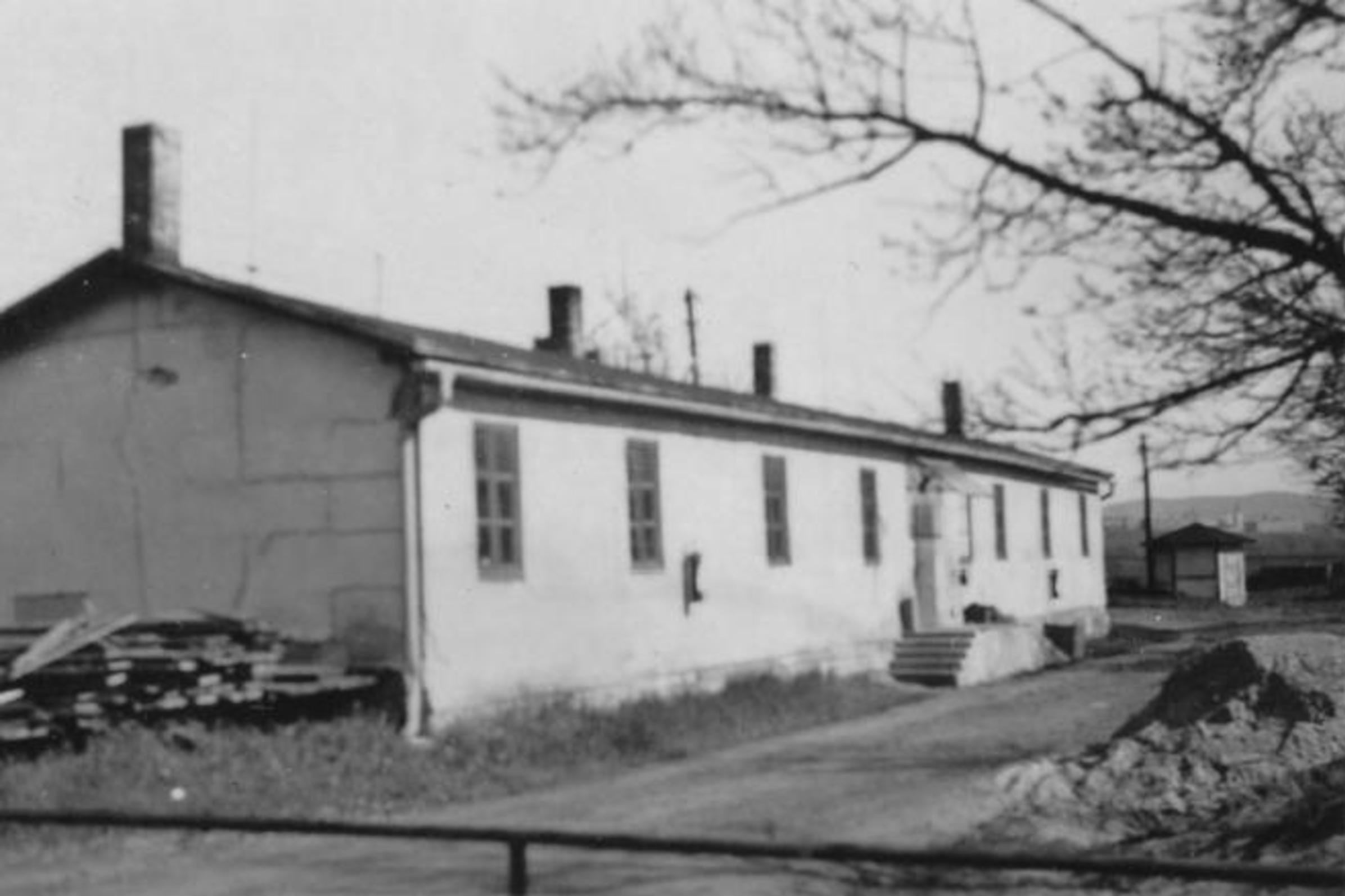
Barák číslo 25 tzv. „Kinderheim“ (dětský domov)
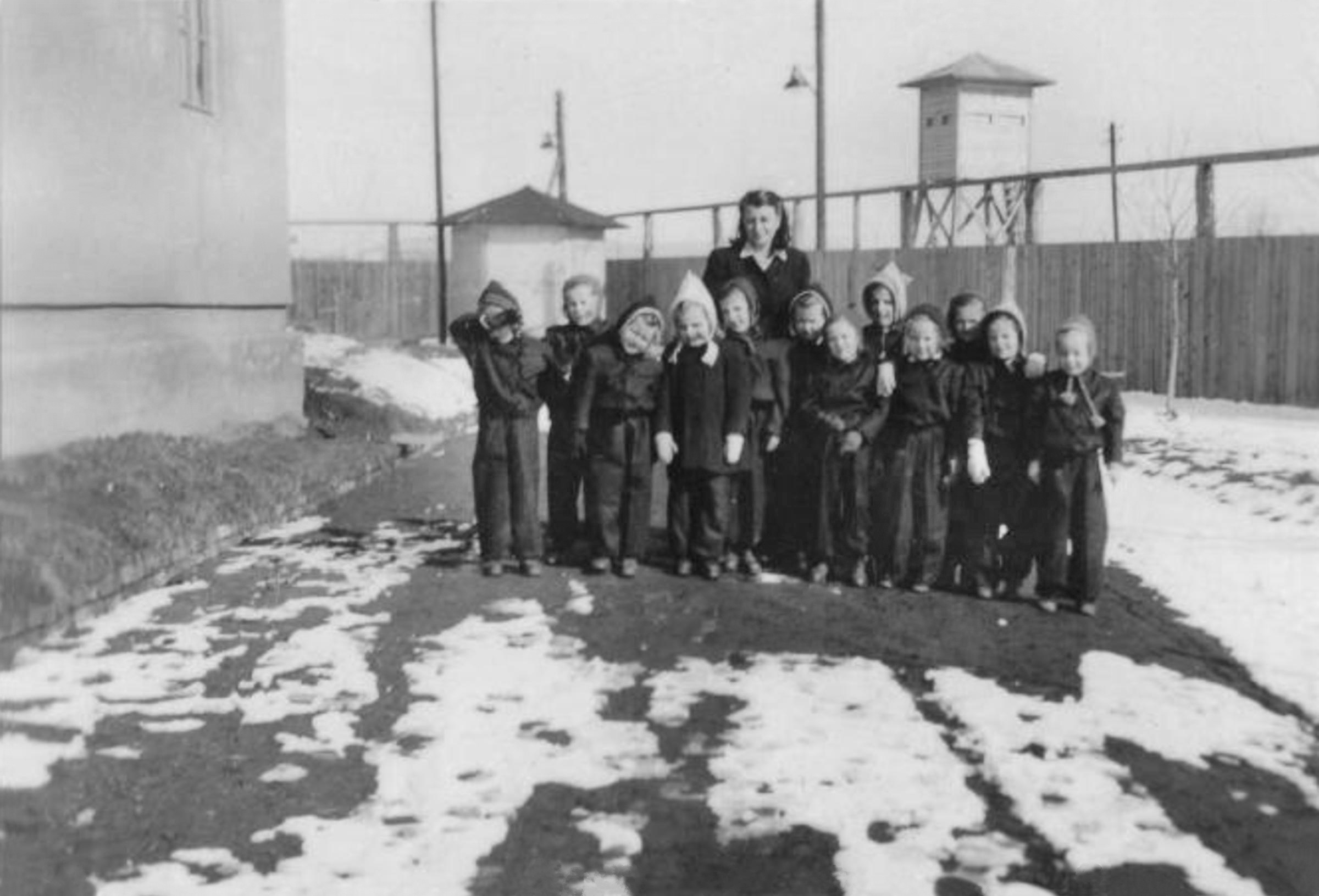
S vychovatelkou profesorkou Markovou, která své svěřenkyně tajně vzdělávala
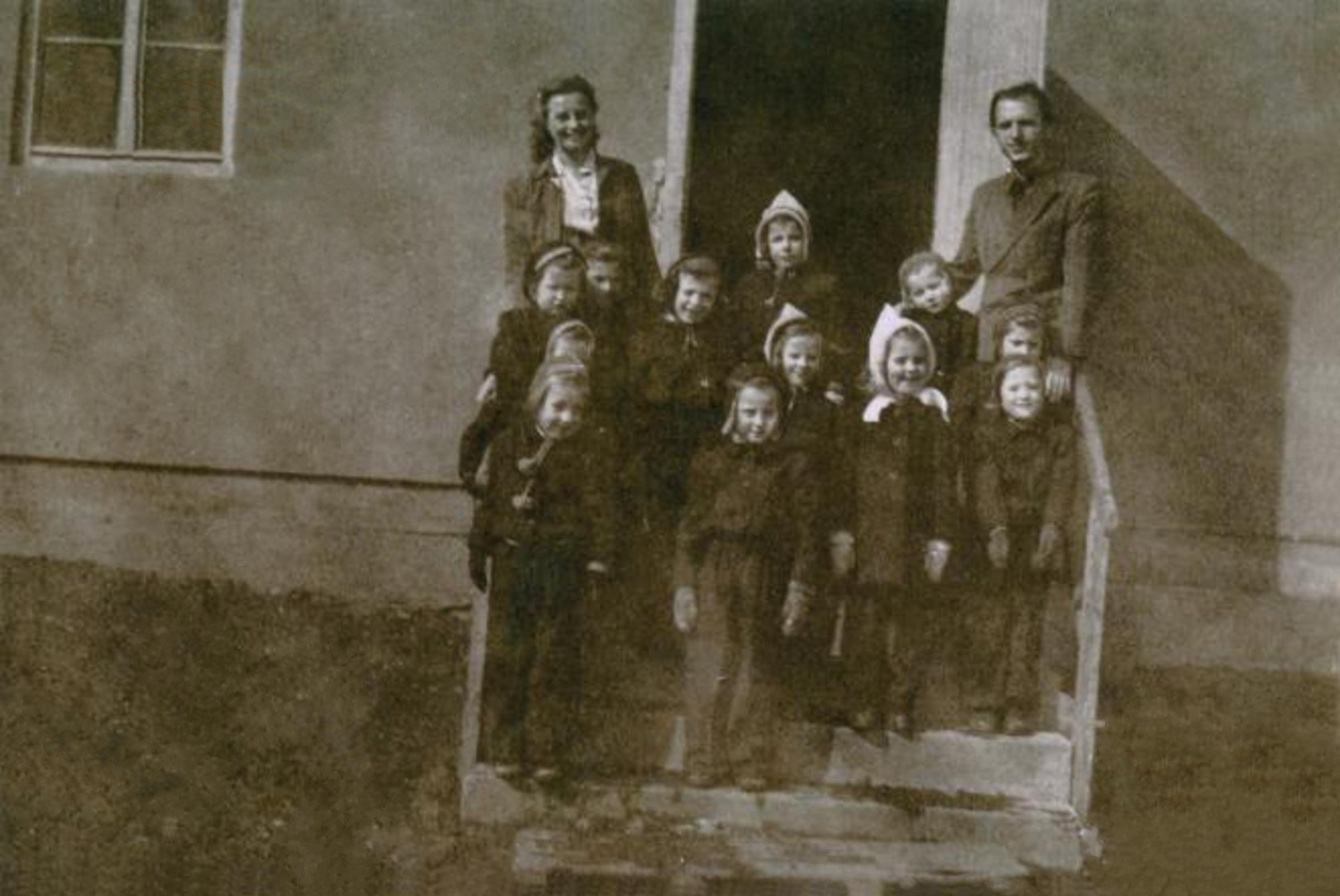
S vychovatelkou a vychovatelem (rok 1944)
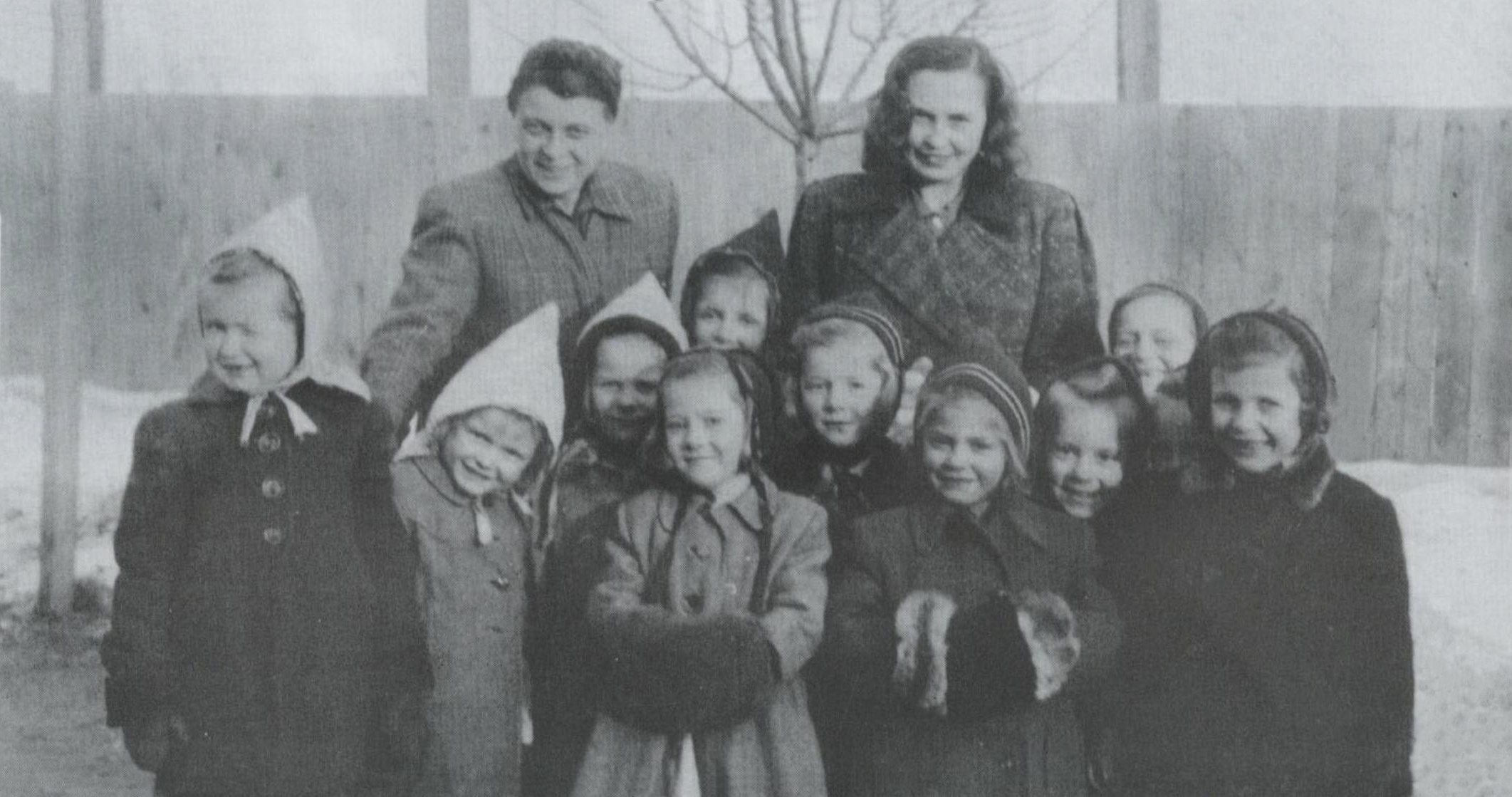
Část dětí se svými vychovatelkami

## Tábor na konci druhé světové války
Dne 24. prosince 1944 (na Štědrý den) se nad táborem objevilo několik spojeneckých letadel, tábor osvítili svými reflektory a třikrát jej obletěli. Blížící se konec druhé světové války se odrazil i na dění v internačním táboře. Byla odstraněna tabule s německým názvem tábora umístěná nad jeho vstupem a byly vybudovány čtyři únikové východy pro vězně. Ty měly sloužit k útěku a jejich záchraně při případném napadení tábora. Poslední návštěva gestapa v táboře se uskutečnila 12. dubna 1945. Byla provedena evidence vězněných a většina jich byla propuštěna na svobodu. Asi 120 osob a děti z kyjovské školy byly gestapem vzaty jako rukojmí. Tyto osoby byly v několika transportech odvezeni vlakem do pracovního tábora v Plané nad Lužnicí, kde se dočkali osvobození a konce druhé světové války. Někteří internovaní ve Svatobořicích byli propuštěni na svobodu a část vězňů využila oslabené ostrahy svatobořického tábora a prostě uprchla.
V době, kdy Rudá armáda osvobodila Hodonín, rozhodl 12. dubna 1945 Jan Schuster o evakuaci dětí, nemocných a starších lidí ze svatobořického internačního tábora. Děti byly na nejbližší dny přesunuty do nedaleké hospodářské školy v Kyjově. K rozpuštění internačního tábora ve Svatobořicích přistoupil jeho velitel 16. dubna 1945. Někteří vězni byli odvezeni do Plané nad Lužnicí, kam transport dojel 17. dubna 1945. Do Plané nad Lužnicí bylo přemístěno asi 200 osob, dospělých i dětí. Tábor v Plané byl v neutěšeném technickém stavu (rozvrzané palandy bez slamníků, štěnice, blechy a vši), voda byla do tábora dovážena koňmo v dřevěné cisterně. Funkci velitele četníků v táboře převzal nadporučík Jan Schuster, čímž ztratil vliv nad dalšími osudy internovaných osob. Tábor v Plané nad Lužnicí osvobodila 10. května 1945 Rudá armáda.
Demontáž internačního tábora pokračovala 18. dubna 1945, kdy se z lágru stáhl veškerý správní personál a tábor obsadily německé frontové jednotky. Jejich příslušníci provedli rabování (z ubikací a skladišť si odnášeli všeliké věci jako deky, různé náčiní apod.) a když se přiblížila fronta jednoduše zapálili správní budovy internačního tábora. Těsně za táborem byla 19. dubna 1945 utvořena Rudou armádou zákopová line. Tuto linii Němci ostřelovali po dobu devíti dnů. Během ostřelování byly jednotky Rudé armády vystřídány rumunským vojskem. I jeho příslušníci se věnovali rabování mnoha předmětů z tábora.
Místní národní výbor (MNV) ve Svatobořicích postavil (poté, co byl jeho zástupcům umožněn vstup do prostoru tábora) dne 2. května 1945 v táboře civilní hlídku. Ta byla poté nahrazena orgány četnické stanice ve Svatobořicích. Okresní národní výbor v Kyjově dne 5. května 1945 pověřil člena stavební správy – vrchního technického komisaře od Zemského národního výboru – Ing. Medunu úkolem: zjistit možnost ubytování v táboře a zajistit provedení úprav pro ubytování osob v lágru.
Po osvobození Rudou armádou zde byli vězněni kolaboranti a němečtí zajatci. V roce 1948 byl tábor vyprázdněn a sloužil pak přechodně pro Řeky, kteří přišli do Československa z Řecka v roce 1950.[zdroj?]